# Bolšoj Pajalpan
Bolšoj Pajalpan (rusky Большой Паялпан) je v současnosti neaktivní štítová sopka, nacházející se v jižní části pohoří Středokamčatský hřbet v západní části poloostrova Kamčatka, asi 20 km severně od masivu Ičinské sopky a 8 km severozápadně od Malého Pajalpana. Stáří vulkánu se odhaduje na pozdní pleistocén, ale na severozápadním a jihovýchodním svahu se nachází několik lávových proudů holocenního stáří. V historické době není žádný záznam o erupci vulkánu.